# Dictyonia lophirae
Dictyonia lophirae är en svampart som beskrevs av Dennis 1953. Dictyonia lophirae ingår i släktet Dictyonia och familjen Helotiaceae.   Inga underarter finns listade i Catalogue of Life.